# Вейнсборо (Вірджинія)
Вейнсборо (англ. Waynesboro) — незалежне місто в США,  в штаті Вірджинія. Населення — 22 196 осіб (2020).

## Географія
Вейнсборо розташоване за координатами 38°4′2″ пн. ш. 78°54′5″ зх. д. / 38.06722° пн. ш. 78.90139° зх. д. ( 38.067157, -78.901420).  За даними Бюро перепису населення США в 2010 році місто мало площу 39,37 км², з яких 38,95 км² — суходіл та 0,42 км² — водойми.

## Демографія
Згідно з переписом 2010 року, у місті мешкало 21 006 осіб у 8903 домогосподарствах у складі 5589 родин. Густота населення становила 534 особи/км².  Було 9717 помешкань (247/км²). 
Расовий склад населення:
| - 82,2 % — білих - 10,6 % — чорних або афроамериканців - 0,7 % — азіатів - 0,3 % — корінних американців - 2,9 % — осіб інших рас |

До двох чи більше рас належало 3,2 %. Іспаномовні складали 6,4 % від усіх жителів.
За віковим діапазоном населення розподілялося таким чином: 23,3 % — особи молодші 18 років, 59,7 % — особи у віці 18—64 років, 17,0 % — особи у віці 65 років та старші. Медіана віку мешканця становила 38,8 року. На 100 осіб жіночої статі у місті припадало 91,0 чоловіків;  на 100 жінок у віці від 18 років та старших — 85,7 чоловіків також старших 18 років.
Середній дохід на одне домашнє господарство  становив 51 644 долари США (медіана — 45 643), а середній дохід на одну сім'ю — 60 786 доларів (медіана — 55 540). Медіана доходів становила 39 200 доларів для чоловіків та 34 369 доларів для жінок. За межею бідності перебувало 18,3 % осіб, у тому числі 27,1 % дітей у віці до 18 років та 8,0 % осіб у віці 65 років та старших.
Цивільне працевлаштоване населення становило 9655 осіб. Основні галузі зайнятості: освіта, охорона здоров'я та соціальна допомога — 21,6 %, роздрібна торгівля — 18,7 %, виробництво — 12,4 %, мистецтво, розваги та відпочинок — 11,1 %.